# Ferdinand Le Drogo
Ferdinand Le Drogo (Pontivy, 10 ottobre 1903 – Vannes, 23 aprile 1976) è stato un ciclista su strada e pistard francese.
Professionista dal 1926 al 1934, vinse per due anni consecutivi i Campionati francesi in linea e fu secondo ai Campionati del mondo nel 1931; nel suo palmares figura anche la vittoria di una tappa nel Tour de France 1927. Anche suo fratello minore Paul fu un ciclista professionista del finire degli anni venti e inizio degli anni trenta.

## Carriera
Passato professionista nel 1926, vinse subito tre corse tutte in Francia e chiuse al secondo posto il campionato nazionale. Grazie a questi risultati fu convocato per prender parte al Grand Prix Wolber che chiuse al terzo posto.
Nel 1927 conseguì numerosi risultati, vinse il campionato francese e la sua prima ed unica tappa al Tour de France dove però si ritirò, fu inoltre sesto alla Parigi-Tours e settimo alla Bordeaux-Parigi.
Nel 1928 si ripeté nuovamente al campionato nazionale e fu convocato sia per il Grand Prix Wolber, che però abbandonò, che per i mondiali di Budapest, dove riuscì ad essere uno degli otto corridori che concluse la prova.
Nel 1929 fu quinto al Circuito di Parigi e al Grand Prix Wolber, e settimo sia ai mondiali che alla Parigi-Tours.
Nel 1930 vinse due corse, fu inoltre terzo al campionato francese, quarto al Circuito di Parigi e ottavo al Grand Prix Wolber.
Nel 1931 vinse tre corse, fra cui la Rennes-Parigi-Rennes, fu inoltre secondo nella Parigi-Caen e settimo al Grad Prix Wolber; venne quindi convocato nuovamente per i campionati mondiali, dove concluse al secondo posto.
Nel 1932 vinse una sola corsa, ma finì secondo al Grand Prix de Plouay, settimo nella Bordeaux-Parigi e nel Criterium National.
Dal 1933 i piazzamenti iniziarono a diminuire, mentre nelle stagioni 1934 e 1935 iniziò a dedicarsi anche alle sei giorni, ma senza risultati. Il suo ultimo piazzamento fu il decimo posto nella Parigi-Tours del 1936 anno del ritiro.

## Palmarès
- 1926

Nantes-Les Sables d'Olonne
Circuit des As de l'Ouest
Tour des Cornouailles
- 1927

Campionati francesi, Prova in linea
6ª tappa Tour de France
2ª tappa Volta Ciclista a Catalunya
6ª tappa Volta Ciclista a Catalunya
- 1928

Campionati francesi, Prova in linea
- 1930

Grand Prix Potiers
- 1931

Rennes-Parigi-Rennes
Circuit d'Aulne
24 Ore di Béziers
- 1932

Circuit d'Aulne

### Altri successi
- 1930

Criterium di Chatellerault

## Piazzamenti

### Grandi Giri
- Tour de France

1927: ritirato
1929: ritirato

### Classiche monumento
- Parigi-Roubaix

1927: 16º
1929: 21º
1931: 29º
- Giro delle Fiandre

1931: 25º

### Competizioni mondiali
- Campionati del mondo

1928 Budapest - In linea: 8º
1929 Zurigo - In linea: 7º
1931 Copenaghen - In linea: 2º